# Javier Nart
Javier Nart (* 19. August 1947 in Laredo) ist ein spanischer Politiker der Partei Ciudadanos-Partido de la Ciudadania. Seit 2014 ist er Abgeordneter im Europäischen Parlament. Dort ist er Stellvertretender Vorsitzender in der Paritätischen Parlamentarischen Versammlung AKP-EU und Mitglied im Ausschuss für auswärtige Angelegenheiten und im Unterausschuss für Sicherheit und Verteidigung.
Nart reichte am 24. Juni 2019 seinen Rücktritt als Mitglied des Vorstands von Ciudadanos ein, nach einer Abstimmung, bei der der Vorstand erneut ein Veto gegen eine Handlung mit der PSOE einlegte.